# Адміністративний устрій Компаніївського району
Адміністративний устрій Компаніївського району — адміністративно-територіальний поділ Компаніївського району Кіровоградської області на 1 селищну раду та 16 сільських рад, які об'єднують 50 населених пунктів та підпорядковані Компаніївсській районній раді. Адміністративний центр — смт Добровеличківка.

## Список радКомпаніївського району
| №  | Назва                            | Центр              | Населені пункти                                                                                      | Площа км² | Місце за площею | Населення (2001), чол. | Місце за населенням |
| -- | -------------------------------- | ------------------ | --- | --------- | --------------- | ---------------------- | ------------------- |
| 1  | Компаніївська селищна рада       | смт Компаніївка    | смт Компаніївка с. Громадське с. Живанівка с. Лужок                                                  |           |                 |                        |                     |
| 2  | Виноградівська сільська рада     | с. Виноградівка    | с. Виноградівка с. Ромашки с. Травневе                                                               |           |                 |                        |                     |
| 3  | Водянська сільська рада          | с. Водяне          | с. Водяне                                                                                            |           |                 |                        |                     |
| 4  | Гарманівська сільська рада       | с. Гарманівка      | с. Гарманівка с. Обертасове с. Семенівка с. Трудолюбівка                                             |           |                 |                        |                     |
| 5  | Голубієвицька сільська рада      | с. Голубієвичі     | с. Голубієвичі с. Антонівка                                                                          |           |                 |                        |                     |
| 6  | Губівська сільська рада          | с. Губівка         | с. Губівка                                                                                           |           |                 |                        |                     |
| 7  | Коротякська сільська рада        | с. Коротяк         | с. Коротяк с. Бузова с. Морквина                                                                     |           |                 |                        |                     |
| 8  | Лозуватська сільська рада        | с. Лозуватка       | с. Лозуватка с. Волошки с. Дружба                                                                    |           |                 |                        |                     |
| 9  | Мар'ївська сільська рада         | с. Мар'ївка        | с. Мар'ївка с. Зелене с. Тернова Балка                                                               |           |                 |                        |                     |
| 10 | Нечаївська сільська рада         | с. Нечаївка        | с. Нечаївка с. Золотницьке с. Криничувате                                                            |           |                 |                        |                     |
| 11 | Першотравенська сільська рада    | с. Першотравенка   | с. Першотравенка с. Вишнівка с. Володимирівка с. Гордіївка                                           |           |                 |                        |                     |
| 12 | Петрівська сільська рада         | с. Петрівка        | с. Петрівка с. Інженерівка с. Наглядівка с. Павлівка                                                 |           |                 |                        |                     |
| 13 | Полтавська сільська рада         | с. Полтавка        | с. Полтавка с. Вербове с. Долинівка                                                                  |           |                 |                        |                     |
| 14 | Сасівська сільська рада          | с. Сасівка         | с. Сасівка                                                                                           |           |                 |                        |                     |
| 15 | Софіївська сільська рада         | с. Софіївка        | с. Софіївка с. Покровка                                                                              |           |                 |                        |                     |
| 16 | Червоновершківська сільська рада | с. Червоновершка   | с. Червоновершка с. Братерське с. Роздолля                                                           |           |                 |                        |                     |
| 17 | Червонослобідська сільська рада  | с. Червона Слобода | с. Червона Слобода с. Березнегувате с. Богодарівка с. Грізне с. Коневе с. Кременчувате с. Малоконеве |           |                 |                        |                     |